# Negritové

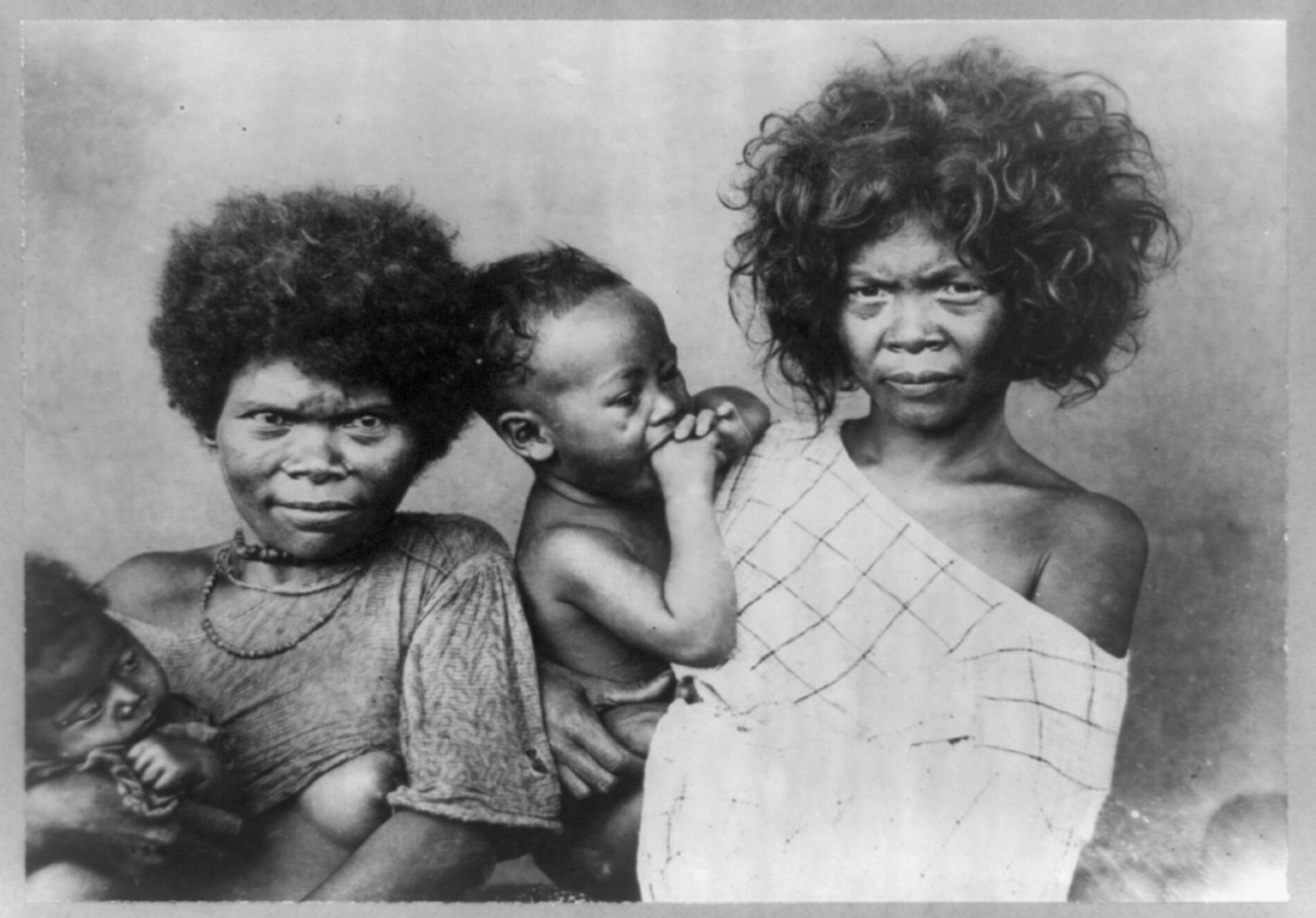
Dvě negritské ženy z Filipín

Negritové (též negrité, negriti, v jedn. čísle negrit; anglicky Negrito) je souhrnné označení několika populací obyvatel žijících v jižní a jihovýchodní Asii (Aetové, Atiové, Semangové, Veddové, Andamanci aj.), které se odlišují malým vzrůstem a tmavou pletí. Živí se jako kočovní lovci a sběrači, část populace jsou zemědělci. Jedná se o příslušníky australoidní rasy, od poloviny 20. století však na mnoha místech splývají s okolním obyvatelstvem.